# MyLifeBits
MyLifeBits — проект Microsoft Research.

## MyLifeBits
MyLifeBits — система, которая позволит хранить в ПК события всей вашей жизни, чтобы всегда можно было вновь просмотреть то, что вы когда-то видели, или показать это друзьям и членам семьи.
Проект является воплощением гипотетической компьютерной системы Мемекс Вэнивара Буша. Проект включает в себе полнотекстовый поиск, текстовые и звуковые аннотации, гиперссылки. Проект MyLifeBits состоит из двух частей: эксперимента в хранилище пожизненной информации и исследования в области программного обеспечения.

## Экспериментальная сторона
В ходе эксперимента MyLifeBits все электронные взаимодействия отдельного человека (телефонные звонки, электронная почта, документы) сохраняются в электронном виде. В собираемые данные включаются ежеминутные фотографии.
Экспериментальной стороной проекта занимался Гордон Белл. Он запечатлел на всю жизнь статьи, книги, открытки, компакт-диски, письма, записки, документы, фотографии, презентации, домашние фильмы, видеозаписи, записи голоса и сохранил их в цифровом виде. Он хотел сохранить в цифровом виде телефонные звонки, телевидение и радио.

## Исследование программного обеспечения
Джим Геммелл (Jim Gemmell) и Роджер Людер (Roger Lueder) разработали программное обеспечение MyLifeBits, которое используется сервером SQL для поддержки: гиперссылок, аннотаций, отчетов, сохраненных запросов и быстрого поиска. MyLifeBits предназначен для упрощения аннотации(голосовой аннотации и интеграции с веб-браузером). Проект включает в себя инструменты для записи веб-страниц, радио и телевидения.